# Era Lépton
Na cosmologia física, a Era Lépton foi o período na evolução do Universo primitivo em que os léptons dominaram a massa do Universo. Começou aproximadamente um segundo após o Big Bang, depois que a maioria dos hádrons e anti-hádrons se aniquilaram no final da Era Hádron. Durante a Era Lépton, a temperatura do Universo ainda era alta o suficiente para criar pares de léptons/ anti-léptons, de modo que eles estavam em equilíbrio térmico. Aproximadamente 10 segundos após o Big Bang, a temperatura do Universo havia caído ao ponto onde os pares de leptón anti-lépton não eram mais criados. A maioria dos léptons e anti-léptons foi então eliminada nas reações de aniquilamento, deixando um pequeno resíduo de léptons. A massa do Universo foi então dominada por fótons à medida que entrava na seguinte Era Fóton.